# My Bonnie Lies over the Ocean
Pour les articles homonymes, voir My Bonnie.
My Bonnie Lies over the Ocean est une chanson traditionnelle écossaise.

## Histoire
Bien que l'origine de la chanson soit incertaine, elle parlerait de Charles Édouard Stuart, le « Bonnie Prince Charlie » : après la défaite du prince à la Bataille de Culloden en 1746 et de son exil qui s'ensuivit, ses soutiens jacobites auraient chanté la chanson en son honneur. Par le fait de l'ambiguïté du nom « Bonnie », qui peut se référer aussi bien à une femme qu'à un homme, ils ont pu la faire passer pour une chanson d'amour.
En 1881, Sous les noms de deux pseudonymes, H.J. Fuller et J.T. Wood, Charles E. Pratt (en) publie une partition musicale pour Bring Back My Bonnie to Me,,. Theodore Raph, dans son livre American Song Treasury: 100 favorites (1964), écrivit que les gens demandaient cette chanson chez les vendeurs de partitions musicales dans les années 1870, et Pratt s'est laissé convaincre de publier une version sous les deux pseudonymes. La chanson est devenue alors un énorme succès, chantée tout particulièrement par les chorales de collèges et d'universités, et pour toutes les occasions de chant en groupe.

## Paroles
My Bonnie lies over the ocean

My Bonnie lies over the sea

My Bonnie lies over the ocean

Oh, bring back my Bonnie to me...

Refrain :

Bring back, bring back

Oh, bring back my Bonnie to me, to me

Bring back, bring back

Oh, bring back my Bonnie to me

 

Last night as I lay on my pillow

Last night as I lay on my bed

Last night as I lay on my pillow

I dreamt that my Bonnie was dead

 

Refrain

Oh, blow the winds o'er the ocean

And blow the winds o'er the sea

Oh, blow the winds o'er the ocean

And bring back my Bonnie to me

 

Refrain

## Enregistrements notables

### Duane Eddy
En 1960, Duane Eddy and the Rebels ont atteint la 26e position du classement Billboard aux États-Unis et la 12e position au Royaume-Uni avec un arrangement instrumental rock 'n' roll de la chanson, intitulée Bonnie Came Back (couplée en face B à Lost Island et à Movin' 'n' Groovin', respectivement).

### The Beatles
Une autre version rock 'n' roll, cette fois appelée My Bonnie a été publiée en 45 tours en Allemagne le 23 octobre 1961, enregistrée par le chanteur et guitariste britannique Tony Sheridan avec, comme groupe accompagnateur, les Beatles sous le pseudonyme « The Beat Brothers ». Cette chanson était couplé à The Saints en face B. My Bonnie atteint la cinquième place du palmarès de l'Allemagne de l'Ouest tandis qu'aux États-Unis, rééditée en 1964 pendant la Beatlemania, elle se place à la 26e position. Le premier 33 tours de Sheridan prendra aussi le nom de My Bonnie qui inclura les deux chansons de ce single.

## Influence dans la culture populaire
- Les Fleischer brothers ont tiré de la chanson une version filmée avec une  DeForest Phonofilm, faisant partie de leur série Song Car-Tunes  (15 septembre 1925), qui est le premier film à utiliser la technique de la balle blanche indiquant les paroles tout au long de la musique[13],[14].
- Le personnage d'ivrogne joué par Arthur Housman chante cette chanson dans Les Deux Vagabonds (Scram!, 1932), court métrage avec Laurel et Hardy.
- Dans le dessin animé de Woody Woodpecker de 1944, The Beach Nut (en), cette chanson est chantée par Woody et par Wally Walrus.
- Dans le film The Naughty Nineties (1945) d'Abbott et Costello, Lou Costello la chante.
- My Bunny Lies over the Sea, dessin animé de 1948 avec Bugs Bunny dont le titre parodie la chanson[15].
- Dans un épisode de la série The Astronaut Wives Club, le personnage de Scott Carpenter - joué par Wilson Bethel - siffle la mélodie de la chanson.